# Chris DeGarmo
Chris DeGarmo (nascido Christopher Lee DeGarmo em 14 de junho de 1963, em Wenatchee, Washington) é um guitarrista estado-unidense que tocou com o Queensrÿche durante seu período mais bem sucedido comercialmente. Ele é atualmente um piloto aéreo profissional.